# Guts
Guts (стилізований великими літерами) — другий студійний альбом американської співачки та авторки пісень Олівії Родріґо, випущений 8 вересня 2023 року на Geffen Records. Він був написаний і записаний у тісній співпраці Родріґо з Деном Ніґро, продюсером і мультиінструменталістом її дебютного альбому Sour (2021). Натхненна успіхом, який їй приніс Sour, Родріґо задумала створити Guts, сподіваючись відобразити процес дорослішання, який вона пережила наприкінці своїх підліткових років.
Guts наповнений як і енергійними піснями, так і ніжними баладами. Олівія експериментує з роком більше, ніж це робила у попередньому альбомі, використовуючи різні звуки гітари та барабанів. Основна тема — період дорослішання Родріґо та труднощі, з якими вона зіткнулася. Альбом отримав широке визнання та високу оцінку музичних критиків за його ліричний дотеп, складність і актуальність, а також загальну музичну естетику та енергію. Тексти пісень емоційно насичені, в них докладно описано романтичне та професійне розчарування Родріґо, її несподівану славу та суспільні очікування молодої дівчини.
Guts очолив чарти альбомів у 14 країнах, включаючи США, Австралію, Німеччину, Швецію та Великобританію. Всі 12 пісень увійшли до топ-40 Billboard Hot 100. На 66-й щорічній церемонії вручення премії «Греммі» альбом Олівії отримав номінації на «Найкращий вокальний поп-альбом» та «Альбом року» — її друга поспіль номінація на цю категорію. Два треки з альбому — «Vampire» і «Ballad of a Homeschooled Girl» — отримали ще чотири номінації на «Греммі». На підтримку альбому Родріґо вирушить у світовий тур Guts у 2024 році.

## Передумови створення
21 травня 2021 року Олівія Родріґо випустила свій дебютний студійний альбом Sour, який мав широкий комерційний успіх. Спродюсований Деном Ніґро, він став найбільш прослуховуваним альбомом року на Spotify і приніс Родріґо три перемоги на премії «Греммі», у тому числі у категорії «Найкращий новий виконавець». Навесні 2022 року вона вирушила в Sour Tour, який включав 48 концертів у Північній Америці та Європі. У серпні 2021 року вона розповіла, що її майбутній альбом буде «набагато щасливішим», ніж дебютний.
Розмовляючи з Billboard у лютому 2022 року, Родріґо підтвердила, що має назву й «кілька пісень», а також дівчина сказала, що Ніґро повернеться як продюсер. Родріґо поставила ціль «зробити якомога більше», перш ніж приступити до Sour Tour. Наприкінці 2022, під час того, як дівчина показала свою статистику Spotify Wracked, вона підтвердила, що нова музика в процесі. 8 січня 2023 року Олівія опублікувала кліп з треком у своєму Instagram.
13 червня Олівія Родріго офіційно анонсувала головний сингл альбому «Vampire», реліз якого заплановано на 30 червня, а також показала обкладинку синглу. 20 червня вона залишила своїм шанувальникам привітання голосовою поштою, яке містило перший попередній перегляд пісні «Vampire» та інструментальний трек на фортепіано. 26 червня 2023 року її веб-магазин оприлюднив офіційну назву альбому Guts і дату його виходу. Незабаром після цього Родріґо офіційно анонсувала альбом і опублікувала його обкладинку в соціальних мережах.

## Написання та запис
За словами Родріґо, альбом Guts розповідає про «біль зростання» та з'ясування ким є вона на цьому етапі життя: «Мені здається, що я виросла на 10 років у віці від 18 до 20». Олівія описала це як природну частину свого процесу зростання і сподівалася відобразити це в записі.
Родріґо записала Guts, переживаючи «багато плутанини, помилок, незграбності та старомодної підліткової тривоги». Згідно з Vogue, альбом, описаний нею як «капсула часу», містить «болючі, кінематографічні» балади та «грайливі і безтурботні» пісні. Олівія не писала пісень протягом шести місяців після виходу Sour, аби змогти «прожити життя, щоб мати можливість писати про це». Робота над альбомом завершилася приблизно за тиждень до релізу «Vampire». В інтерв'ю із Зейном Лоу для Apple Music Родріґо розповіла, що вона думала про цю назву ще з моменту створення Sour. На це вплинули «цікаві контексти», у яких, як вона помітила, люди його використовують: «виливай свої нутрощі, ненавидь свої нутрощі».

## Тексти пісень
Тексти пісень Родріґо в Guts зосереджуються на її переході від підліткового віку до дорослого, її боротьбу з ідентичністю, раптову славу, кохання та очікування суспільства щодо молодих жінок. За словами музичного критика Крейга Дженкінса, нова композиція «All-American Bitch» із посиланням на Джоан Дідіон відкриває світ «обмежувальних суспільних звичаїв і стандартів краси».
Концептуально порівнюючи Guts із «Happier Than Ever» (2021) Біллі Айліш, ще одним альбомом, який досліджує наслідки слави, провідний критик Los Angeles Times Мікаель Вуд зауважує, як «Родріґо переплітає свої розповіді про соціально-професійне розчарування з історіями про романтичну зраду».
У «Lacy» дівчина захоплюється суперницею як «сліпучою зірочкою». «The Grudge» детально описує розрив стосунків із людиною, якою захоплювалася Олівія. Деякі критики, після припущень шанувальників, висловили думку, що пісня може бути про Тейлор Свіфт або Грейсі Абрамс, тоді як інші припустили, що Родріґо сумує саме через важкий романтичний розрив і її нездатність пробачити. Алекс Баррі з журналу Clash каже, що розповіді Олівії зазвичай відзначаються складною, багатослівною лірикою, поданою в стилі «швидкого співу».
Пісні «Get Him Back!» і «Bad Idea Right?» — це сатири на поведінку покоління Z під час побачень, в яких Олівія використовує різні інтонації та розширює почуття гумору.
«Ballad of a Homeschooled Girl» пропонує відверте зображення соціальної незручності, спираючись на досвід Родріґо, яка навчалася вдома в підлітковому віці.

## Список композицій
Всі треки спродюсовані Деном Нігро, якщо не зазначено інше.
| Guts – Standard edition | Guts – Standard edition         | Guts – Standard edition      | Guts – Standard edition                    | Guts – Standard edition |
| #                       | Назва                           | Автор                        | Продюсер(и)                                | Тривалість              |
| ----------------------- | ------------------------------- | ---------------------------- | ------------------------------------------ | ----------------------- |
| 1.                      | «All-American Bitch»            | Olivia Rodrigo Daniel Nigro  |                                            | 2:45                    |
| 2.                      | «Bad Idea Right?»               | Rodrigo Nigro                |                                            | 3:04                    |
| 3.                      | «Vampire»                       | Rodrigo Nigro                |                                            | 3:39                    |
| 4.                      | «Lacy»                          | Rodrigo Nigro                |                                            | 2:57                    |
| 5.                      | «Ballad of a Homeschooled Girl» | Rodrigo Nigro                |                                            | 3:23                    |
| 6.                      | «Making the Bed»                | Rodrigo Nigro                |                                            | 3:18                    |
| 7.                      | «Logical»                       | Rodrigo Nigro Julia Michaels | Nigro Ryan Linvill [a]                     | 3:51                    |
| 8.                      | «Get Him Back!»                 | Rodrigo Nigro                | Nigro Alexander 23 [b] Ian Kirkpatrick [b] | 3:31                    |
| 9.                      | «Love Is Embarrassing»          | Rodrigo Nigro                |                                            | 2:34                    |
| 10.                     | «The Grudge»                    | Rodrigo Nigro                | Nigro Linvill [a]                          | 3:09                    |
| 11.                     | «Pretty Isn't Pretty»           | Rodrigo Nigro Amy Allen      |                                            | 3:19                    |
| 12.                     | «Teenage Dream»                 | Rodrigo Nigro                |                                            | 3:42                    |
| 39:12                   |                                 |                              |                                            |                         |

| Guts (Spilled) – Deluxe edition | Guts (Spilled) – Deluxe edition | Guts (Spilled) – Deluxe edition | Guts (Spilled) – Deluxe edition |
| #                               | Назва                           | Автор                           | Тривалість                      |
| ------------------------------- | ------------------------------- | ------------------------------- | ------------------------------- |
| 13.                             | «Obsessed»                      | Rodrigo Annie Clark Nigro       | 2:50                            |
| 14.                             | «Girl I've Always Been»         | Rodrigo                         | 2:01                            |
| 15.                             | «Scared of My Guitar»           | Rodrigo Nigro Allen             | 4:23                            |
| 16.                             | «Stranger»                      | Rodrigo                         | 3:12                            |
| 17.                             | «So American»                   | Rodrigo Nigro                   | 2:49                            |
| 54:27                           |                                 |                                 |                                 |

| Guts (Spilled) – Apple Music Deluxe edition | Guts (Spilled) – Apple Music Deluxe edition | Guts (Spilled) – Apple Music Deluxe edition | Guts (Spilled) – Apple Music Deluxe edition |
| #                                           | Назва                                       | Режисер(и)                                  | Тривалість                                  |
| ------------------------------------------- | ------------------------------------------- | ------------------------------------------- | ------------------------------------------- |
| 18.                                         | «Vampire» (music video)                     | Petra Collins                               | 4:04                                        |
| 19.                                         | «Bad Idea Right?» (music video)             | Collins                                     | 3:11                                        |
| 20.                                         | «Get Him Back!» (music video)               | Jack Begert                                 | 3:29                                        |
| 65:11                                       |                                             |                                             |                                             |

| Guts – G red vinyl edition | Guts – G red vinyl edition | Guts – G red vinyl edition | Guts – G red vinyl edition |
| #                          | Назва                      | Автор                      | Тривалість                 |
| -------------------------- | -------------------------- | -------------------------- | -------------------------- |
| 13.                        | «Obsessed» (hidden track)  | Rodrigo Clark Nigro        | 2:45                       |
| 41:57                      |                            |                            |                            |

| Guts – U white vinyl edition | Guts – U white vinyl edition         | Guts – U white vinyl edition | Guts – U white vinyl edition |
| #                            | Назва                                | Автор                        | Тривалість                   |
| ---------------------------- | ------------------------------------ | ---------------------------- | ---------------------------- |
| 13.                          | «Scared of My Guitar» (hidden track) | Rodrigo Nigro                | 4:15                         |
| 43:27                        |                                      |                              |                              |

| Guts – T blue vinyl edition | Guts – T blue vinyl edition | Guts – T blue vinyl edition | Guts – T blue vinyl edition |
| #                           | Назва                       | Автор                       | Тривалість                  |
| --------------------------- | --------------------------- | --------------------------- | --------------------------- |
| 13.                         | «Stranger» (hidden track)   | Rodrigo Nigro               | 3:12                        |
| 42:24                       |                             |                             |                             |

| Guts – S purple vinyl edition | Guts – S purple vinyl edition          | Guts – S purple vinyl edition | Guts – S purple vinyl edition |
| #                             | Назва                                  | Автор                         | Тривалість                    |
| ----------------------------- | -------------------------------------- | ----------------------------- | ----------------------------- |
| 13.                           | «Girl I've Always Been» (hidden track) | Rodrigo Nigro                 | 2:00                          |
| 41:12                         |                                        |                               |                               |

| Guts: The Secret Tracks – Record Store Day limited edition vinyl | Guts: The Secret Tracks – Record Store Day limited edition vinyl | Guts: The Secret Tracks – Record Store Day limited edition vinyl | Guts: The Secret Tracks – Record Store Day limited edition vinyl |
| #                                                                | Назва                                                            | Автор                                                            | Тривалість                                                       |
| ---------------------------------------------------------------- | ---------------------------------------------------------------- | ---------------------------------------------------------------- | ---------------------------------------------------------------- |
| 1.                                                               | «Obsessed»                                                       | Rodrigo Clark Nigro                                              | 2:51                                                             |
| 2.                                                               | «Scared of My Guitar»                                            | Rodrigo Nigro Allen                                              | 4:24                                                             |
| 3.                                                               | «Stranger»                                                       | Rodrigo                                                          | 3:13                                                             |
| 4.                                                               | «Girl I've Always Been»                                          | Rodrigo                                                          | 2:04                                                             |
| 12:32                                                            |                                                                  |                                                                  |                                                                  |

Нотатки
- ↑  додатковий продюсер
- ↑  вказаний як со-продюсер
- Назви пісень стилізовані у малими літерами.

## Чарти
| Чарт (2023–2024)                                     | Найвища позиція |
| ---------------------------------------------------- | --------------- |
| Argentine Albums (CAPIF)                             | 1               |
| Австралія Australian Albums (ARIA)                   | 1               |
| Австрія Austrian Albums (Ö3 Austria)                 | 2               |
| Бельгія Belgian Albums (Ultratop Flanders)           | 1               |
| Бельгія Belgian Albums (Ultratop Wallonia)           | 4               |
| Канада Canadian Albums (Billboard)                   | 1               |
| Croatian International Albums (HDU)                  | 3               |
| Чехія Czech Albums (ČNS IFPI)                        | 2               |
| Данія Danish Albums (Hitlisten)                      | 3               |
| Нідерланди Dutch Albums (MegaCharts)                 | 1               |
| Фінляндія Finnish Albums (Suomen virallinen lista)   | 3               |
| Франція French Albums (SNEP)                         | 5               |
| Німеччина German Albums (Offizielle Top 100)         | 1               |
| Greek Albums (IFPI)                                  | 9               |
| Угорщина Hungarian Albums (MAHASZ)                   | 6               |
| Icelandic Albums (Plötutíðindi)                      | 2               |
| Ірландія Irish Albums (OCC)                          | 1               |
| Італія Italian Albums (FIMI)                         | 3               |
| Японія Japanese Albums (Oricon)                      | 29              |
| Japanese Combined Albums (Oricon)                    | 30              |
| Japanese Hot Albums (Billboard Japan)                | 31              |
| Lithuanian Albums (AGATA)                            | 2               |
| Нова Зеландія New Zealand Albums (Recorded Music NZ) | 1               |
| Норвегія Norwegian Albums (VG-lista)                 | 1               |
| 2                                                    |                 |
| Португалія Portuguese Albums (AFP)                   | 1               |
| Шотландія Scottish Albums (OCC)                      | 1               |
| Slovak Albums (ČNS IFPI)                             | 3               |
| Іспанія Spanish Albums (PROMUSICAE)                  | 1               |
| Швеція Swedish Albums (Sverigetopplistan)            | 1               |
| Швейцарія Swiss Albums (Schweizer Hitparade)         | 2               |
| Велика Британія UK Albums (OCC)                      | 1               |
| США Billboard 200                                    | 1               |
| US Top Rock & Alternative Albums (Billboard)         | 1               |

| Чарт (2023)               | Найвища позиція |
| ------------------------- | --------------- |
| UK Physical Singles (OCC) | 2               |
| UK Singles Sales (OCC)    | 3               |
| США Billboard 200         | 200             |

| Чарт (2024)                          | Найвища позиція |
| ------------------------------------ | --------------- |
| Icelandic Albums (Plötutíðindi)      | 36              |
| New Zealand Albums (RMNZ)            | 3               |
| Норвегія Norwegian Albums (VG-lista) | 10              |

| Чарт (2023)                                  | Позиція |
| -------------------------------------------- | ------- |
| Australian Albums (ARIA)                     | 18      |
| Austrian Albums (Ö3 Austria)                 | 39      |
| Belgian Albums (Ultratop Flanders)           | 26      |
| Belgian Albums (Ultratop Wallonia)           | 104     |
| Dutch Albums (Album Top 100)                 | 24      |
| French Albums (SNEP)                         | 144     |
| German Albums (Offizielle Top 100)           | 57      |
| Hungarian Albums (MAHASZ)                    | 42      |
| Icelandic Albums (Plötutíðindi)              | 83      |
| New Zealand Albums (RMNZ)                    | 22      |
| Polish Albums (ZPAV)                         | 78      |
| Spanish Albums (PROMUSICAE)                  | 27      |
| Swiss Albums (Schweizer Hitparade)           | 74      |
| UK Albums (OCC)                              | 15      |
| US Billboard 200                             | 52      |
| US Top Rock & Alternative Albums (Billboard) | 11      |

## Сертифікації
| Регіон                                                      | Сертифікація | Продажі |
| ----------------------------------------------------------- | ------------ | ------- |
| Австралія (ARIA)                                            | Золотий      | 35 000  |
| Канада (Music Canada)                                       | Платиновий   | 80 000  |
| Данія (IFPI Denmark)                                        | Золотий      | 10 000  |
| Нова Зеландія (RIANZ)                                       | Золотий      | 7500    |
| Нова Зеландія (RIANZ) Spilled edition'                      | Платиновий   | 15 000  |
| Польща (ZPAV)                                               | Золотий      | 10 000  |
| Іспанія (PROMUSICAE)                                        | Золотий      | 20 000  |
| Велика Британія (BPI)                                       | Платиновий   | 300 000 |
| продажі+прослуховування, що базуються лише на сертифікаціях |              |         |